# Senkyo (albedo)
Senkyo  è una caratteristica di albedo della superficie di Titano.